# Conradin Zschokke

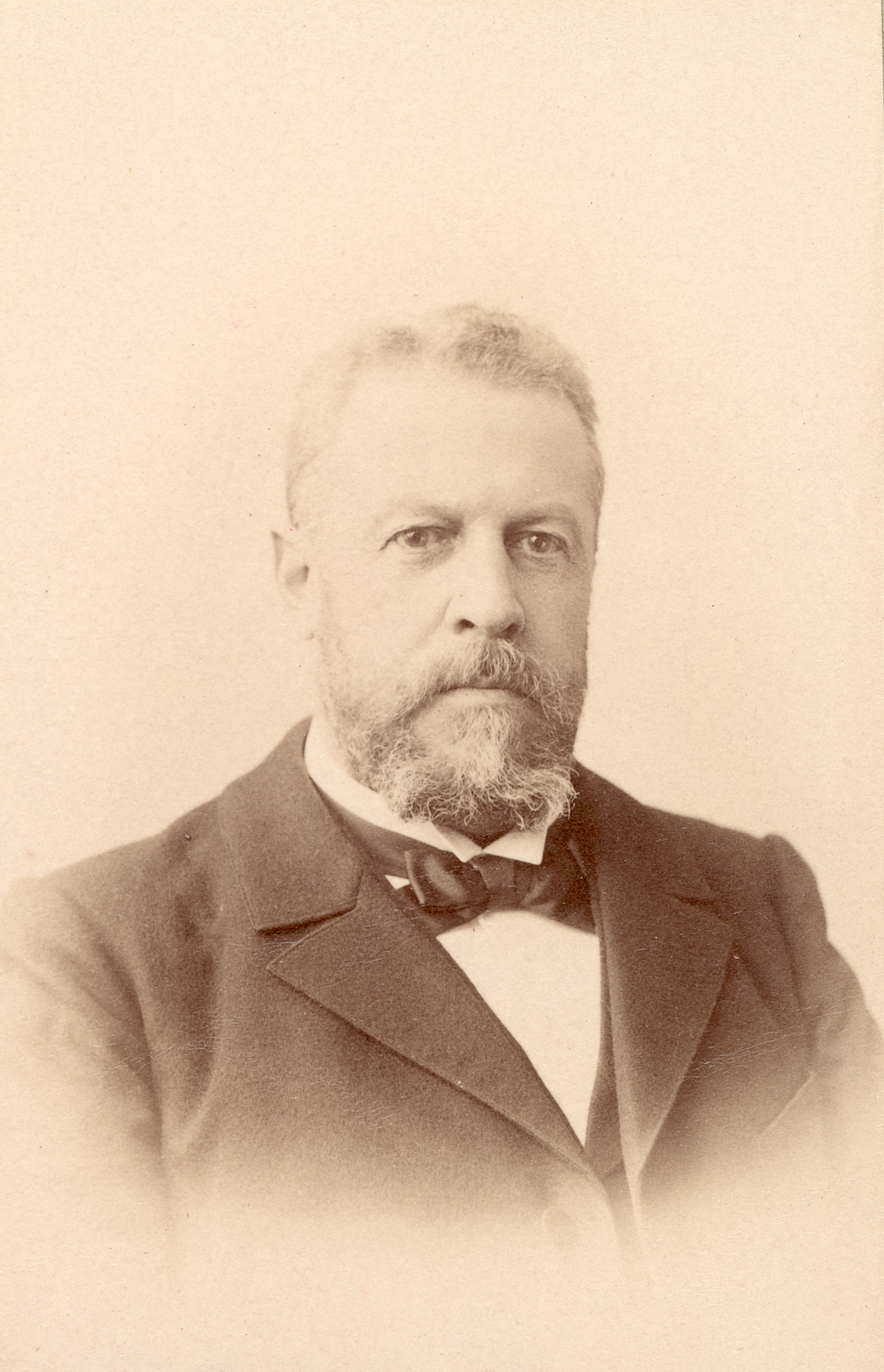
Conradin Zschokke (etwa 1892)

Friedrich Victor Conradin Zschokke (* 14. April 1842 in Solothurn; † 17. Dezember 1918 in Aarau) war ein Schweizer Bauingenieur und Bauunternehmer im Bereich Wasserbau, Gründer der Zschokke-Gruppe (spätere Zschokke-Holding, inzwischen aufgegangen in der Implenia).

## Biografie
Conradin Zschokke wurde am 14. April 1842 Solothurn (nach anderen Angaben in Aarau) als Sohn von Alexander Zschokke geboren. Er studierte nach seiner Matura an der Eidgenössischen Polytechnischen Schule (heute ETH Zürich) in Zürich Bauingenieurwesen, 1862 erhielt er das Diplom.
Zunächst arbeitete Zschokke 1862 bei seinem Onkel Olivier Zschokke in der Firma Naeff & Zschokke, ab 1864 in der Firma Antoine Castor in Paris. Schon bald wurde ihm dort die Bauleitung für viele Brückenbauprojekte der Firma in Frankreich, Algerien und Österreich-Ungarn übertragen. Schon auf seiner ersten Baustelle lernte er eine Spezialtechnik, die sogenannte Druckluftgründung, kennen. Durch die Anwendung dieser Technik im Brücken- und Hafenbau erlangte er später Weltruf.
1867 heiratete Zschokke Arlesienne Eugénie Faure. Aus dieser Ehe gingen drei Söhne hervor, zwei starben jedoch schon im Kindesalter. Die Ehe wurde geschieden, er ehelichte nun seine vorherige Lebensgefährtin Antoinette Disque. Mit ihr bekam er 1870 einen weiteren Sohn. 1872 gründete er mit zwei seiner französischen Arbeitskollegen eine erste Bauunternehmung namens Castor, Hersent et Zschokke. Nach anderen Angaben gründete er erst 1876 mit seinem Werkführer die Firma Zschokke und Montagnier. Nach dem Tod Montagniers erfand Zschokke den ersten Schwimmbagger. In diesen Jahren baute er zahlreiche Brücken, in Deutschland vor allem an der Donau.
Im Jahr 1879 (nach anderen Angaben 1890) wechselte Zschokke wieder zurück in die Schweiz nach Aarau und war als Bauingenieur bzw. Bauunternehmer tätig, mit Arbeitsgebiet Schweiz, wo er u. a. das Suworow-Denkmal installierte. Ansonsten war er auch in Italien (Regulierung des Tiber) und Spanien tätig. Im Jahr 1890 wurde er an den Lehrstuhl für Wasserbau an die Eidgenössische Polytechnische Schule Zürich berufen, 1892 zum Professor ernannt, später auch zum Doktor honoris causa.

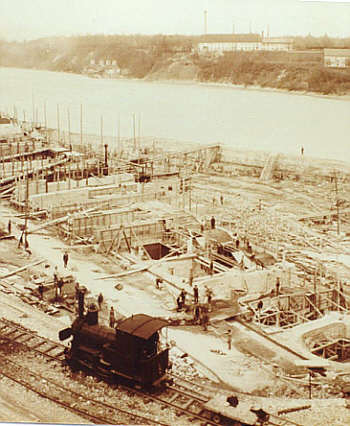
Bau des alten Wasserkraftwerkes in Rheinfelden

Er wurde in diesen Jahren zum Pionier der Schweizer Wasserkraftwerke. Die Schweiz als rohstoffarmes Land war zur Entwicklung ihrer Industrie auf diese Art der Energieerzeugung angewiesen. 1897 wurde am Hochrhein zwischen dem badischen Rheinfelden und Rheinfelden in der Schweiz Europas erstes Flusskraftwerk, zugleich das erste Niederdruck-Wasserkraftwerk der Welt, nach Plänen von Zschokke errichtet. Auch das Wasserkraftwerk Hagneck am Bielersee stammt von Zschokke.
1894 wurde Zschokke Mitglied des aargauischen Grossen Rates. Nach den Parlamentswahlen 1899 war er bis 1917 auch Nationalrat. Aufgrund dieses Mandats musste er 1899 seine Professur in Zürich aufgeben. 1902 amtierte er als Nationalratspräsident. Ab 1905 war er auch Präsident der Reorganisationskommission für das Eidgenössische Messwesen. 1909 gründete er die Aktiengesellschaft Conrad Zschokke. Vom Bundesrat der Schweiz wurde er 1910 zum ersten Präsidenten der Eidgenössischen Kommission für Mass und Gewicht (EKMG) ernannt.
Mit französischen Geschäftspartnern gründete er 1914 eine weitere Unternehmung, die Entreprises de Grands Travaux Hydrauliques (EGTH) in Paris. Die technische Leitung der Wasserkraftwerksbauten dieser Firma lag aber weiterhin bei der Zschokke AG. Am 17. Dezember 1918 starb Zschokke im Alter von 76 Jahren in Aarau.

## Firma von Conradin Zschokke
Nach dem Tod Zschokkes geriet die Firma aufgrund des Zusammenbruchs der Hauptaktionärin (Banque d’Escompte de Genève) in wirtschaftliche Schwierigkeiten. In der Nachkriegszeit erholte sich das Unternehmen aber wieder und expandierte weltweit. Nach und nach wurden zahlreiche Konkurrenzunternehmen übernommen.
Die weltweit tätige Zschokke-Gruppe (später Zschokke-Holding) mit den Geschäftsfeldern Generalplanung und -unternehmung, Bauproduktion sowie Immobiliendienstleistungen entwickelte sich mit einem Umsatz von zuletzt über 1,5 Milliarden Schweizer Franken zur mit Abstand grössten Schweizer Bauunternehmung.
Am 15. November 2005 gab die konzernleitende Zschokke Holding AG ihre Fusion mit der Batigroup Holding AG rückwirkend zum 1. Januar 2006 zur Implenia AG bekannt. Die Fusion erfolgte mit einem zugrundegelegten Wertverhältnis von 65 Prozent für Zschokke und 35 Prozent für Batigroup. Die Implenia-Konzernleitung übernahm der bisherige Zschokke-Leiter Christian Bubb. Als Verwaltungsratspräsident eingesetzt wurde Anton Affentranger, ehemals Zschokke-VR-Präsident.